# Europastraße 018
Die Europastraße 018 (kurz: E 018) ist eine Europastraße des Zwischennetzes in Kasachstan.

## Verlauf
Die Europastraße 018 beginnt an der Europastraße 123 in Schesqasghan und verläuft von dort über eine Länge von 1052 Kilometern in östlicher Richtung über Qaraghandy (Karaganda) an der Europastraße 125 und Pawlodar am Irtysch, wo sie die Europastraße 127 kreuzt; auf diesem Abschnitt stimmt sie mit der kasachischen A17 überein. Von Pawlodar verläuft die Straße weiter nach Nordosten bis Uspenka (Gebiet Pawlodar).